# ロベルト・ヴィティエッロ
ロベルト・ヴィティエッロ（Roberto Vitiello, 1983年5月8日 - ）は、イタリア・スカファーティ出身の元サッカー選手。現役時代のポジションはディフェンダー（ライトバック、センターバック）。

## 経歴
トッレ・デル・グレーコのクラブを経て、パルマACの下部組織に入団。2002年にはトルネオ・ディ・ヴィアレッジョに出場し高いパフォーマンスを発揮した。
2002年にセリエC1のACチェゼーナでプロデビュー。
2003年にジュゼッペ・カルドーネとクリスティアン・マッジョの補償としてセリエBのヴィチェンツァ・カルチョに加入した。
2006年7月、セリエBのリミニ・カルチョFCに移籍した。
2014年1月4日、USチッタ・ディ・パレルモに加入することが発表された。
2017年、パレルモのセリエB降格に伴い、テルナーナ・カルチョに移籍した。

## タイトル
パレルモ
- セリエB : 2013-14